# Wasilis Daniil
Wasilis Daniil (gr. Βασίλης Δανιήλ) (ur. 3 sierpnia 1938 w Kawali) – grecki trener piłkarski.

## Kariera
Jako trener Daniil prowadził Kavalę, Kastorię, dwukrotnie Apollon Kalamaria, trzykrotnie Panathinaikos AO, Olympiakos Wolos, dwukrotnie Skodę Ksanti, Larisę, Paniliakos oraz Skodę Ksanti U-20. Z Panathinaikosem zdobył dwa Puchary Grecji (1988, 1991) oraz mistrzostwo Grecji (1991).
W latach 1999–2001 Daniil był także selekcjonerem reprezentacji Grecji. W roli tej zadebiutował 31 marca 1999 w bezbramkowo zremisowanym meczu eliminacji Mistrzostw Europy 2000 z Łotwą. Pod wodzą Daniila kadra Grecji rozegrała 30 spotkań.